# Debrzyca
Debrzyca  (deutsch Schönbrunn, tschechisch Šimborn) ist ein Ort in der Stadt- und Landgemeinde Głubczyce im Powiat Głubczycki der Woiwodschaft Opole in Polen.

## Geographie
Das Angerdorf Debrzyca liegt fünf Kilometer nordöstlich von Głubczyce (Leobschütz) und 70 Kilometer südlich von Opole (Oppeln) in der Schlesischen Tiefebene an der Izwor, einem linken Zufluss der Psina (Zinna).
Nachbarorte von Debrzyca sind im Südwesten Grobniki (Gröbnig) und im Südosten Widok.

## Geschichte

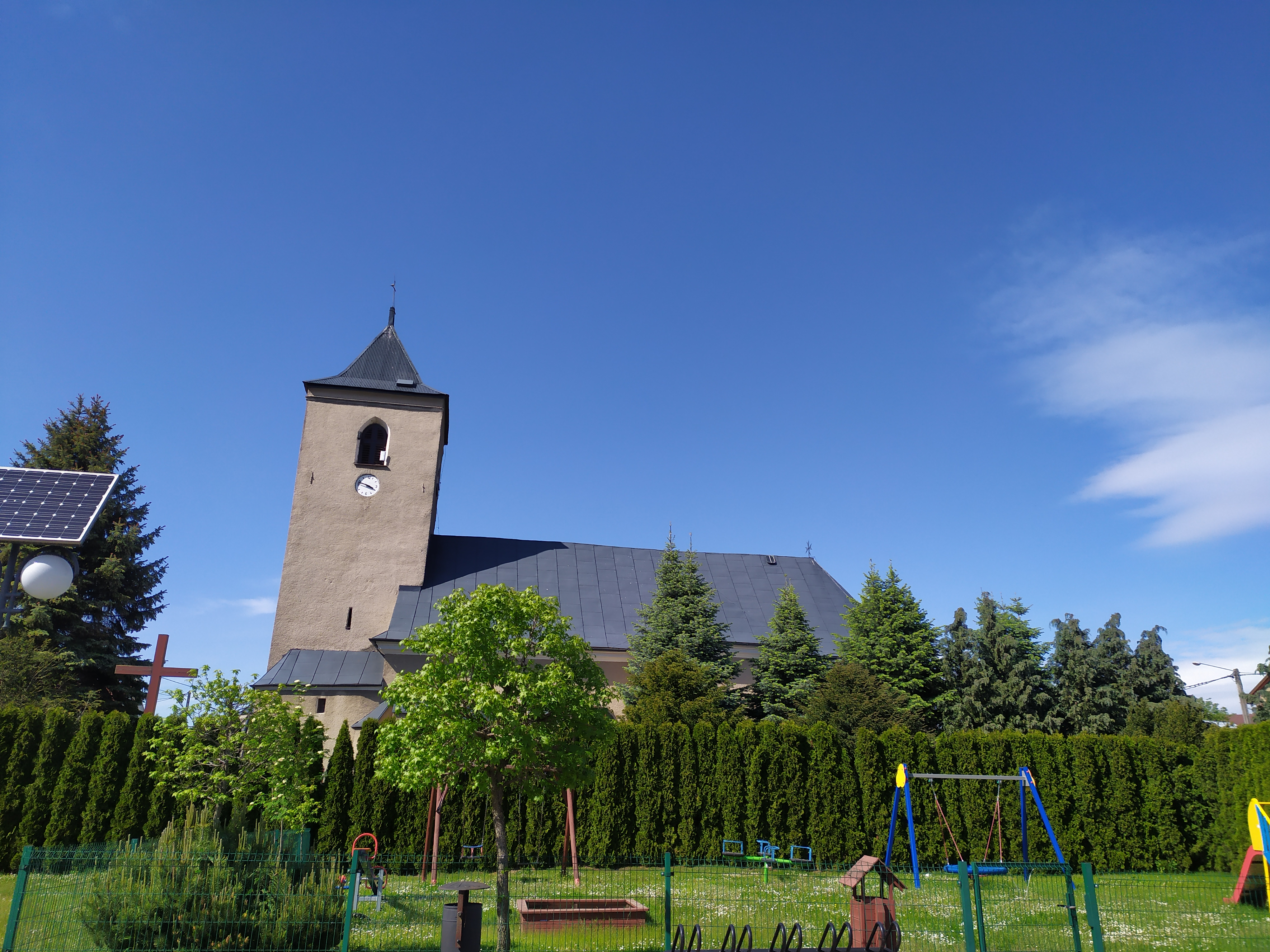
Jakobuskirche

„Schonebrunne“ wurde 1265 erstmals erwähnt. Für das Jahr 1418 ist eine Kirche im Ort und 1424 ist die Ortsschreibweise Swynow belegt. Im 16. Jahrhundert entstand ein Neubau der Kirche.
1710 wurde die Dorfkirche unter dem Grafen Herberstein ausgebaut. Nach dem Ersten Schlesischen Krieg 1742 fiel Schönbrunn mit dem größten Teil Schlesiens an Preußen. 1783 wurde im Ort eine katholische Schule eingerichtet.
Nach der Neugliederung der Provinz Schlesien gehörte die Landgemeinde Schönbrunn ab 1816 zum Landkreis Leobschütz, mit dem sie bis 1945 verbunden blieb. 1819 wurde im Ort eine katholische Schule und 1838 eine neu Schule errichtet. 1845 bestanden im Dorf eine katholische Kirche, eine katholische Schule, drei Windmühlen und 136 Häuser. Die Einwohnerzahl lag damals bei 712, allesamt katholisch. 1861 zählte Schönbrunn eine Erbrichterei, 23 Bauern- 37 Gärtner- und 51 Häuslerstellen und die örtliche Schule besuchten 182 Schüler. 1874 wurde der Amtsbezirk Gröbnig gebildet, der die Landgemeinden Dittmerau, Gröbnig, Schönbrunn und Taumlitz umfasste.
Im Ersten Weltkrieg starben 27 Männer aus Schönbrunn. Bei der Volksabstimmung in Oberschlesien am 20. März 1921 stimmten in Schönbrunn 572 Personen für einen Verbleib bei Deutschland und drei für Polen. Schönbrunn verblieb wie der gesamte Stimmkreis Leobschütz beim Deutschen Reich. 1931/1932 wurde ein neues Schulgebäude errichtet. 1933 zählte der Ort 706 Einwohner, 1939 waren es 699. Im Zweiten Weltkrieg starben 42 Männer aus Schönbrunn.
Als Folge des Zweiten Weltkriegs fiel Schönbrunn mit dem größten Teil Schlesiens 1945 an Polen. Nachfolgend wurde es in Debrzyca umbenannt und der Woiwodschaft Schlesien angeschlossen. Die einheimische deutsche Bevölkerung wurde weitgehend vertrieben.
1950 wurde Debrzyca der Woiwodschaft Opole zugeteilt. Seit 1999 gehört es zum Powiat Głubczycki.

## Sehenswürdigkeiten
- Die römisch-katholische Kirche mit dem Patrozinium Jakobus der Ältere (Kościół św. Jakuba Starszego Apostoła) wurde erstmals 1418 erwähnt. Der heutige Bau stammt größtenteils aus dem 16. Jahrhundert. 1710 und 1788 wurde sie um- und ausgebaut. 1926 erhielt sie zwei neue Glocken, die im Zweiten Weltkrieg abgeliefert werden mussten und eingeschmolzen wurden. Die Kirche steht seit 1966 unter Denkmalschutz.[8]
- Steinerne Wegekreuze